# Valentine, venjança fosca
Valentine, venjança fosca és una pel·lícula d'acció indonèsia dirigida per Agus Pestol i escrita per Beby Hasibuan, basada en el personatge de ficció Valentine publicat per Skylar Comics. La pel·lícula és protagonitzada per Estelle Linden com a Srimaya, una cambrera de cafeteria que somia a convertir-se en actriu. Aquesta pel·lícula situa l'actor de Hollywood Matthew Settle com a Bono. A més, compta amb un repartiment d'actors i actrius indonesis com Arie Dagienkz, Fendy Pradana, Joshua Pandelaki, Lily S.P., Mega Carefansa, Indra Birowo, Ahmad Affandy i Nabila Putri. S'ha doblat i subtitulat al català.